# Combate del Gramadal
El Combate del Gramadal fue una acción bélica, acontecida en el departamento de Arequipa durante la Guerra entre Salaverry y Santa Cruz, ocurrida el 26 de enero de 1836 en la quebrada de la Calera ubicada a 6 leguas (unos 29 km) de Challapampa (en el distrito de Yura), entre una división del ejército unido perú-boliviano bajo el mando del general Anselmo Quiroz y dos columnas que constituían las avanzadas del ejército restaurador del Perú a las órdenes de los coroneles Vivanco y Ríos y bajo el mando general del mismo Jefe Supremo Felipe Santiago Salaverry.
Tras divisar en las alturas norte de la quebrada a las fuerzas de Quiroz, el general Salaverry, sin esperar a las fuerzas de Ríos, envió a la columna de 400 hombres del coronel Vivanco a atacar las posiciones enemigas. El ataque, aunque sostenido con empeño, fue luego rechazado con serias perdidas entre muertos, heridos y prisioneros, entre estos últimos se encontraba el mismo coronel Vivanco cuya compañía fue cercada y hecha prisionera. Ante esta situación Salaverry ordenó tocar retirada, pero cuando ya sus fuerzas se habían alejado de las posiciones de Quiroz se sintió reanudarse el tiroteo lo que se explicaba en que al tratar de unirse al ataque, la tardía columna del coronel Ríos con sus 160 hombres, se había visto envuelta por las tropas enemigas y hubo de abrirse paso a la bayoneta para poder reunirse con el resto de la fuerza de Salaverry teniendo también considerables bajas aunque logrando forzar la posición de quienes ya se consideraban victoriosos.
Tras reorganizar sus tropas, Salaverry se retiró a unirse al resto de su ejército que había quedado al mando del general Juan Pablo Fernandini. Ese mismo día el grueso del ejército unido de Santa Cruz reocupaba la ciudad de Arequipa, que había evacuado Salaverry días antes. 